# Битка на Каталаунските полета
Битката при Каталаунските полета, известна и като битката при Шалон, Северна Галия, е последното голямо сражение в Античния свят, в което римляните спират ордите на хунския вожд Атила.
През 451 г. войските на оглавения от Атила хунски съюз нахлуват в римските провинции Германия и Галия, разорявайки редица селища. При обсадата на град Аврелиан (дн. Орлеан) предводителят на хуно-германската войска внезапно вдига обсадата и се отправя на север. Това е предизвикано от приближаването на римската коалиция от съюзнически войски, водени от „последния римлянин“ Флавий Аеций към река Марна. Срещата на двете войски се състои на Каталаунските полета (област, обитавана от някогашните белгийски племена каталауни), простиращи се на 200 км от запад на изток и на 150 км от юг на север. Изборът на мястото на битката е направен от Атила, който избира Мариакската равнина, близо до съвременния град Троа, която е удобна за действие на конницата му.
През юни 451 г. двете войски са в готовност. Числеността им наброява 150 – 200 хиляди души от двете страни. Атила за пръв път се поколебава, тъй като гаданията за изхода на битката се оказват неясни. Но хуните не отстъпват. Атила разполага своя лагер с гръб към единия от притоците на р. Сена – Об. Встрани от строените войски се издига хълм, стоящ вляво от римската бойна линия и вдясно от хунската. Съюзната коалиция на римските войски установяват различни лагери, обособени по етнически признак.

## Разположение на силите
На 15 юни 451 г. Атила разделя силите си на три части – център и две крила. Самият той застава начело на центъра, където се намира хунската тежка конница. Остготската конница и пехота, оглавявани от Валамир (от рода на Амалите), Теодемир и Видемар, заема левия фланг. Гепидите, под ръководството на Ардарих, и другите предимно пеши съюзници – скири, бастарни, херули, руги, анти, алемани, тюринги, бургунди и част от франкската пехота се разполагат на десния фланг. Така центърът на войската е съставен от хунската конница, левият фланг се обособява предимно конен, а десният – съставен главно от пешаци.
Аеций подрежда съюзниците си по подобен начин, вземайки предвид главно етническата принадлежност на войниците си. Десният фланг на войската му, противостоящ на остготите на Валамир, е съставен от вестготи, водени от крал Теодерих I и сина му Теодеред от рода на Балтите. Тук се съсредоточава и цялата тежка вестготска конница. Аеций лично оглавява левия фланг, разположен на пресечена хълмиста местност. В него се разполагат гало-римските му легиони, военните колонисти от Арморика (п-в Бретан) – летициани, олибриони, рипарии; отряд вестготи, водени от другия син на Теодерих – Торизмунд; саксонко и бургундско опълчение, както и франкска пехота, оглавявана от Меровей. Визиготите на левия фланг играят по-скоро ролята на заложници, тъй като Аеций се съмнява в предаността им. В центъра на съюзническата коалиция влиза аланската конница на Сангибан – заклети врагове на хуните. За да подсигури тила им, римският патриций разполага зад аланите римска тежка пехота и франкско опълчение.

## Ход на сражението
Атила дълго отлага началото на битката, поради голямата численост на врага. Сражението започва към 15:00 ч. на 20 юни 451 г. с престрелка, подета от конните стрелци на съюзените с римляните алани. Хуните им отговарят със същото и хиляди стрели полетяват над равнината. Тежката конница от левия хунски фланг се сблъсква фронтално с конния десен римски фланг, като войските и от двете страни са съставени предимно от готи. На левия римски фланг франките на Меровей нападат десния хунски фланг, където се намират гепидите на Ардарих. Завързва се ожесточена битка. Аеций нанася основния удар с войските по левия си фланг. Визиготите на Торизмунд са изпратени да завземат хълма отляво. Атила отговаря с общо нападение по целия фронт, но главният му удар се насочва в центъра на съюзническите сили. В завързалото се конно сражение ожесточено съпротивляващите се алани са отблъснати и принудени да отстъпят. Центърът издържа благодарение на упоритата отбрана на римската и франкската пехота. Нападението на Теодорих срещу остготите на десния фланг се оказва успешно, макар че в завързалата се сеч той е убит. На левия фланг визиготите на Торизмунд заемат хълма и отбиват хунското нападение. В това време самият Аеций оглавява настъплението срещу гепидите. Така, въпреки че центърът на войските му е отблъснат, фланговете на войската на римския пълководец започват да обхващат хунските флангове и последните започват да се колебаят. С настъпването на нощта победата вече започва да клони все повече към Аеций. Визиготите на Торизмунд се спущат от хълма и нападат укрепения хунски лагер, докато визиготите от десния фланг на Аеций окончателно разбиват остготите.
Нощта не позволява битката да продължи и Атила нарежда всеобщо отстъпление. През цялата нощ продължават отделни яростни схватки, в които противниковите войски се смесват и предизвикват безредие. Връщащите се в лагера хуни постоянно се сблъскват с визиготски, франкски и алански отряди. Аеций се опитва да преустрои оределия си център, но се натъква на хунски части и сам се оттегля във визиготския лагер, оставайки там до утрото.

## Последици
Загубите на двете войски са огромни. Приблизително 165 000 души падат убити в сражението. На другия ден Атила, обкръжен от съюзните войски в лагера си, остава в очакване на щурм, готов да се бие докрай. Той заповядва да се направи клада и възнамерява да се хвърли в нея, за да не попадне в ръцете на врага.
Визиготите, които са основната цел на хунското нашествие в Галия, с нетърпение остават в очакване на заповед за настъпление. В това време Аеций се съветва с военачалниците си и с вождовете на съюзните племена. Израснал сред готи и хуни, той решава вторите за по-малко опасни за Империята, тъй като не възприемали римския начин на живот. Отблъснати, хуните щели да се завърнат обратно в степите си, докато победителите готи, опознали благата на цивилизацията, след унищожението на хуните щели да станат непреодолима сила, заплашваща Империята.
Затова Аеций не напада, нито обсажда противниковия лагер и така позволява на хуните да се оттеглят зад река Рейн. Това той прави с намерение да ги използва като противовес на готската заплаха, но надеждите на „последния римлянин“ не се сбъдват.